# 生産責任制
生産責任制（せいさんせきにんせい、中国語:家庭联产承包责任制、あるいは農家請負制とも家族営農請負制とも）は、1980年代前半に中華人民共和国の農村で推進された重要な経済改革の一つである。
これにより中国農村の土地改革は重大な転換点を迎え、また生産責任制は現在の中国農村の経済基盤の一つとなっている制度である。
1978年12月の中国共産党第十一期中央委員会第三回全体会議（第11期三中全会）以降、中国共産党は改革開放路線を進めていったが、生産責任制は他の改革に先んじて行われた改革であった。
農村改革のスローガンは「包産到戸(包产到户、分田到戸:日本語訳で家族で請負する）」であったがすぐに「家族聯産承包責任制（家庭联产承包责任制：日本語訳で生産責任制、(俗称「大包幹」))」に取って代わられた。

## 歴史
文化大革命が終息した後、中国国内の社会は動揺しており、中国経済は混乱から回復していなかった。大躍進政策の頃に設定された人民公社の制度は、農業生産に悪影響を及ぼしていた。第11期三中全会に先駆けること1978年11月、安徽省鳳陽県小崗村の農民18人は「生死状」を連判し、村内の土地を分配し生産請負を開始した。結果として小崗村では豊作となり生産請負は成功した。なお、「生死状」は現在、中国国家博物館に、中国の改革開放路線のさきがけとなった重要な歴史的証拠となって保管されている。

## 内容
生産責任制と人民公社の最大の違いは、農民は政府から生産を請負うがその時に、政府と農民は一定数量の農作物を国家に上納する（包产到户、包干到户）が、それ以外の余った農作物については農民が自由に処分してよいこととなり、自由市場に農作物を販売してよいことという取り決めをした。その結果、人民公社時代の生産隊（zh）或いは生産大隊（zh）といった集団による管理体制の形態から、各農家単位による自分で生産・分配及び経営を管理する形態へと変化していった。生産責任制は四川省や安徽省の農村の地方幹部が農民たちの行動に任せながらも改革を進めていった。その後、当時安徽省第一書記であった万里、次いで中国共産党中央農業政策担当であった杜潤生に調査が報告されていき、中央政府も生産責任制を追認していった。
実際のところ、1978年初めのころの生産責任制の概念は、1960年代の大躍進政策の失敗の後に、農村経済を救済するために農村で推進された「三自一包」の措置とされていた。そのため、大躍進政策の時代に「三自一包」を支持した農業工作部の鄧子恢（zh）は、毛沢東に「小脚女人（纏足をした女）」と呼ばれ激烈に批判された。

## 意義
生産責任制は農村の経済体制改革の第一歩であり、「一大二公（第一に規模が大きく、第二に所有制が公有制である）」・「大鍋飯（仕事ぶりや能力に関係なくすべての人の待遇が一律であること）」といった旧体制を打破した。生産責任制の進展に伴い、農民は収入を得るために、農業活動に積極的になり、農業生産性は向上した。農民が剰余の農作物を販売することにより、自由市場が形成されていった。農民の現金収入の増加により農村経済は好転した。1978年から1985年の間、1949年の建国以来の食糧生産を記録した。農民が政府に一定の農作物を収めることを除いて、農民は穀物の生産に対し完全な自主権を擁するようになった。農民は、より収益性の高い経済作物を生産することも可能となり、一部分の農民は「万元戸」と呼ばれるまで収入は増加し、中国は農業生産高で世界1位となった。

## 日本における生産責任制
1944年2月、「皇国農村」に指定された岡山県神庭村では、1944年度（昭和19年度）産米から自治的な生産責任制を導入することを決めた。これは農家の一部が自家消費分のみ生産して余剰労力を賃金の高い方へ転換する例が見られたためで（戦時の）供出量の低下を問題視したもの。村内14の農事実行組合に過去の実収などから生産数量が割り当てられ、個々の組合員の責任数量が決定された。